# Shoʻrtan Gʻuzor
Shoʻrtan Gʻuzor (uzb. «Sho'rtan» (G‘uzor) professional futbol klubi, ros. Профессиональный футбольный клуб «Шуртан» Гузар, Profiessionalnyj Futbolnyj Kłub "Szurtan" Guzar) – uzbecki klub piłkarski z siedzibą w Gʻuzorze, w wilajecie kaszkadaryjskim.

## Historia
Chronologia nazw:
- 1986—1988: Ok Oltin Gʻuzor (ros. «Ок Олтин» Гузар)
- 1989—...: Shoʻrtan Gʻuzor (ros. «Шуртан» Гузар)

Piłkarska drużyna Ok Oltin została założona w mieście Gʻuzor w 1986.
W 1989 głównym sponsorem zostało przedsiębiorstwo "SzurtanGaz". Klub zmienił nazwę na Shoʻrtan i postawił przed sobą zadanie awansować do pierwszej ligi.
W latach 1992–1995 zespół występował w mistrzostwach wilajetu kaszkadaryjskiego i każdy raz kwalifikował się do turnieju finałowego, ale zawsze brakowało szczęścia i punktów dla awansu do pierwszej ligi. Dopiero w 1995 udało się zdobyć awans.
W 1996 zespół debiutował w Pierwszej Lidze Uzbekistanu.
W 2005 debiutował w Wyższej Lidze Uzbekistanu, w której występuje do dziś.

## Sukcesy
- 12 miejsce w Olij Liga:

2006, 2008

## Znani piłkarze
- Vadim Afonin